# Beautiful Loser
| Recensione                        | Giudizio        |
| --------------------------------- | --------------- |
| AllMusic                          |                 |
| Robert Christgau                  | B-              |
| The New Rolling Stone Album Guide | [ 4 ]           |
| Sputnikmusic                      | 3.9 (Excellent) |
| Dizionario del Pop-Rock           | [ 6 ]           |
| 24.000 dischi                     | [ 7 ]           |

Beautiful Loser è un album di Bob Seger, pubblicato dalla Capitol Records nell'aprile del 1975.

## Tracce

### LP
Brani composti da Bob Seger, eccetto dove indicato.
Lato A
1. Beautiful Loser – 3:26
2. Black Night – 3:19
3. Katmandu – 6:08
4. Jody Girl – 3:38

Lato B
1. Travelin' Man – 2:41
2. Momma – 3:21
3. Nutbush City Limits – 3:52 (Tina Turner)
4. Sailing Nights – 3:16
5. Fine Memory – 2:58

## Musicisti
Beautiful Loser
- Bob Seger - voce
- M.S.R.S. (Muscle Shoals Rhythm Section):

Black Night
- Bob Seger - voce
- M.S.R.S. (Muscle Shoals Rhythm Section)
- Drew Abbott - chitarra solista

Katmandu
- Bob Seger - voce, chitarra slide, armonica
- M.S.R.S. (Muscle Shoals Rhythm Section) / M.S.H.S. (Muscle Shoals Horn Section):
- Harvey Thompson - sassofono tenore
- Harrison Calloway - tromba
- Charles Rose - trombone
- Ron Eades - sassofono baritono

Musicisti aggiunti
- Stoney & Rocky - accompagnamento vocale, cori
- Kenny Bell - chitarra
- Drew Abbott - chitarra

Jody Girl
- Bob Seger - voce, chitarra, pianoforte
- Robin Robbins - mellotron

Travelin' Man
- Bob Seger - voce, chitarra acustica
- M.S.R.S. (Muscle Shoals Rhythm Section)

Momma
- Bob Seger - voce
- M.S.R.S. (Muscle Shoals Rhythm Section)
- Peter Carr - chitarra solista

Nutbush City Limits
- Bob Seger - voce
- Silver Bullet Band:
- Drew Abbott - chitarra
- Robin Robbins - organo
- Chris Campbell - basso
- Charlie Martin - batteria

Musicisti aggiunti
- Paul Kingery - chitarra solista
- Tom Cartmell - sassofoni

Sailing Nights
- Bob Seger - voce
- M.S.R.S. (Muscle Shoals Rhythm Section)

Fine Memory
- Bob Seger - voce, chitarra acustica
- M.S.R.S. (Muscle Shoals Rhythm Section)

Note aggiuntive
Componenti del M.S.R.S. (Muscle Shoals Rhythm Section):
- Pete Carr - chitarra solista, chitarra acustica
- Barry Beckett - pianoforte (grand piano), organo, sintetizzatore, pianoforte elettrico
- David Hood - basso
- Roger Hawkins - batteria, percussioni
- Spooner Oldham - organo, pianoforte elettrico
- Jimmy Johnson - chitarra ritmica
- Registrato al Muscle Shoals Sound Studios di Sheffield, Alabama, Stati Uniti
- Jerry Masters - ingegnere della registrazione
- Steve Melton - ingegnere della registrazione
- Mixaggio effettuato al Pampa Studios di Detroit, Michigan, Stati Uniti
- Jim Bruzzese - ingegnere del mixaggio
- Greg Smith - ingegnere del mixaggio[9]

## Classifica
Album
| Anno | Classifica    | Posizione raggiunta |
| ---- | ------------- | ------------------- |
| 1975 | Billboard 200 | 131                 |

Singoli
| Anno | Titolo del brano    | Classifica        | Posizione raggiunta |
| ---- | ------------------- | ----------------- | ------------------- |
| 1975 | Katmandu            | Billboard Hot 100 | 43                  |
| 1976 | Nutbush City Limits | Billboard Hot 100 | 69                  |